# Potvorov
Potvorov – miejscowość i gmina (obec) w Czechach, w kraju pilzneńskim, w powiecie Pilzno Północ. W 2022 roku liczyła 133 mieszkańców.
W miejscowości jest przystanek kolejowy Potvorov.